# 仕訳
仕訳（しわけ、英: journaling）とは、複式簿記において、発生した取引を貸借の勘定科目に分類することである。「仕分」ではないことに注意されたい。

## 概要
仕訳においては、資産・費用は借方、負債・純資産・収益は貸方に分類し、取引の貸借が分類されたとおりであればその勘定科目を増加し、逆であればその勘定科目を減少させるというルールがある。仕訳は仕訳帳へ記帳される。
簿記一巡の手続きの上では、開始仕訳、（期首）再振替仕訳、期中仕訳、決算整理仕訳、決算振替仕訳の種類に分類される。

## 用例
例えば、「現金」や「土地」勘定は借方（左側）が貸借対照表の終局的な位置であることから、
| 借方            | 貸方            |
| --------------- | --------------- |
| 土地 10,000,000 | 現金 10,000,000 |
と仕訳を行った場合、現金の減少と、土地の増加を表すこととなる。つまり、これは「キャッシュ1,000万円で土地を買った」ことを表すのである。
また、「借入金」勘定などは貸方（右側）が終局的な位置であることから、
| 借方             | 貸方           |
| ---------------- | -------------- |
| 借入金 5,000,000 | 現金 5,000,000 |
と仕訳を行った場合、借入金の減少と、現金の減少を表すので、「借金500万円を現金で返済した」ことを表す。
費用である「水道光熱費」勘定などは借方が損益計算書の終局的位置なので、
| 借方             | 貸方       |
| ---------------- | ---------- |
| 水道光熱費 6,970 | 現金 6,970 |
は、水道光熱費の発生と、現金の減少を示すので、「水道代・光熱費が6,970円かかったので現金で支払った」ことになる。
収益である「売上」勘定などは貸方が終局的位置なので
| 借方        | 貸方        |
| ----------- | ----------- |
| 現金 10,000 | 売上 10,000 |
は、現金の増加、売上の発生を示すので、「商品1万円分が売れて現金を受け取った」ことになる。
以上のようなルールを組み合わせて企業の取引を記述していく。
借方と貸方に分ける、この仕訳という行為は、原因と結果を示していく行為と受け取れる。